# Skydning under sommer-OL 2008
Konkurrencerne i skydning under Sommer-OL 2008 bliver afholdt fra 9. til 17. august.

## Mænds 10m luftpistol

### Resultater
| Placering | Skytte                | land      | Qual | 1    | 2    | 3    | 4    | 5    | 6    | 7    | 8    | 9    | 10   | Total | Shoot-off |
| --------- | --------------------- | --------- | ---- | ---- | ---- | ---- | ---- | ---- | ---- | ---- | ---- | ---- | ---- | ----- | --------- |
| 1         | Pang Wei              | Kina      | 586  | 9.3  | 10.3 | 10.5 | 10.3 | 10.4 | 10.3 | 10.7 | 10.4 | 10.7 | 9.3  | 688.2 |           |
| 2         | Jin Jong-oh           | Korea     | 584  | 9.5  | 9.9  | 10.6 | 10.3 | 9.4  | 10.2 | 10.1 | 10.8 | 9.9  | 9.8  | 684.5 |           |
| 3         | Jason Turner          | USA       | 583  | 8.8  | 10.4 | 10.6 | 10.1 | 10.5 | 9.5  | 9.7  | 10.8 | 8.9  | 10.0 | 682.0 | 10.5      |
| 4         | Brian Beaman          | USA       | 581  | 10.0 | 10.3 | 10.3 | 10.0 | 10.4 | 9.1  | 10.0 | 10.1 | 10.4 | 9.7  | 682.0 | 10.3      |
| 5         | Leonid Ekimov         | Rusland   | 582  | 10.2 | 10.3 | 8.7  | 9.8  | 10.4 | 9.5  | 9.2  | 10.0 | 10.6 | 9.8  | 680.5 |           |
| 6         | Walter Lapeyre        | Frankrig  | 581  | 9.7  | 10.3 | 9.4  | 10.7 | 9.4  | 10.3 | 9.6  | 9.2  | 10.4 | 10.3 | 680.3 |           |
| 7         | Jakkrit Panichpatikum | Thailand  | 581  | 9.9  | 9.6  | 9.2  | 9.8  | 9.7  | 10.3 | 10.4 | 9.1  | 10.8 | 9.2  | 679.0 |           |
| DQ        | Kim Jong Su           | Nordkorea | 584  | 9.2  | 10.2 | 10.5 | 9.9  | 10.3 | 9.5  | 10.2 | 8.9  | 10.3 | 10.0 | 683.0 |           |

*Kim Jong Su fra Nordkorea var dopet med propanolol da han 'vandt' sølv i 50-meter pistol og bronze i 10-meter luftpistol, men er blevet diskvalificeret.

## Kvinder 10m luftriffel

### Resultater
| Placering | Skytte            | Land       | Qual | 1    | 2    | 3    | 4    | 5    | 6    | 7    | 8    | 9    | 10   | Total | Notes |
| --------- | ----------------- | ---------- | ---- | ---- | ---- | ---- | ---- | ---- | ---- | ---- | ---- | ---- | ---- | ----- | ----- |
| 1         | Katerina Emmons   | Tjekkiet   | 400  | 10.6 | 10.7 | 9.7  | 10.9 | 10.2 | 10.4 | 10.6 | 10.3 | 10.2 | 9.9  | 503.5 | OR    |
| 2         | Lioubov Galkina   | Rusland    | 399  | 10.7 | 10.3 | 9.5  | 10.2 | 10.1 | 10.7 | 10.3 | 10.6 | 10.7 | 10.0 | 502.1 |       |
| 3         | Snježana Pejčić   | Kroatien   | 399  | 10.6 | 10.5 | 10.6 | 10.0 | 10.5 | 9.8  | 10.3 | 9.7  | 9.8  | 10.1 | 500.9 |       |
| 4         | Jamie Beyerle     | USA        | 397  | 10.6 | 9.6  | 10.3 | 10.4 | 10.0 | 10.7 | 9.9  | 10.4 | 10.8 | 10.1 | 499.8 |       |
| 5         | Du Li             | Kina       | 399  | 9.8  | 10.0 | 10.1 | 10.4 | 10.1 | 10.0 | 9.7  | 10.0 | 10.4 | 10.1 | 499.6 |       |
| 6         | Olga Dovgun       | Kasakhstan | 397  | 10.2 | 10.1 | 9.8  | 10.6 | 10.0 | 9.7  | 10.5 | 10.6 | 9.9  | 9.8  | 498.1 |       |
| 7         | Marie Laure Gigon | Frankrig   | 396  | 10.3 | 9.6  | 10.4 | 10.7 | 10.7 | 9.9  | 10.5 | 10.2 | 9.8  | 9.2  | 497.3 |       |
| 8         | Sylwia Bogacka    | Polen      | 397  | 10.1 | 9.8  | 9.7  | 9.6  | 9.9  | 10.3 | 9.8  | 9.9  | 10.3 | 9.2  | 495.7 |       |

## 10m Luftpistol, Kvinder

### Resultater
| Plads | Skytte                      | Land         | Qual | 1    | 2    | 3    | 4    | 5    | 6    | 7    | 8    | 9    | 10   | Total |
| ----- | --------------------------- | ------------ | ---- | ---- | ---- | ---- | ---- | ---- | ---- | ---- | ---- | ---- | ---- | ----- |
| 1     | Guo Wenjun                  | Kina         | 390  | 10.0 | 10.5 | 10.4 | 10.4 | 10.1 | 10.3 | 9.4  | 10.7 | 10.8 | 9.7  | 492.3 |
| 2     | Natalia Paderina            | Rusland      | 391  | 10.0 | 8.5  | 10.0 | 10.2 | 10.6 | 10.5 | 9.8  | 9.7  | 9.5  | 9.3  | 489.1 |
| 3     | Nino Salukvadze             | Georgien     | 386  | 9.8  | 10.3 | 10.0 | 9.5  | 10.2 | 10.7 | 10.4 | 10.6 | 9.1  | 10.8 | 487.4 |
| 4     | Viktoria Chaika             | Hviderusland | 384  | 9.3  | 9.4  | 10.4 | 10.1 | 10.2 | 10.5 | 9.2  | 10.5 | 9.8  | 8.6  | 482.0 |
| 5     | Miroslawa Sagun Lewandowska | Polen        | 384  | 8.1  | 10.3 | 9.2  | 9.9  | 9.8  | 10.4 | 9.9  | 9.4  | 10.7 | 9.6  | 481.3 |
| 6     | Jasna Sekaric               | Serbien      | 384  | 10.2 | 9.6  | 9.9  | 9.9  | 9.3  | 9.1  | 9.7  | 10.0 | 9.2  | 9.9  | 480.9 |
| 7     | Mira Nevansuu               | Finland      | 384  | 8.7  | 9.3  | 9.2  | 10.3 | 9.8  | 10.0 | 9.7  | 9.9  | 9.9  | 9.7  | 480.5 |
| 8     | Munkzul Tsogbadrah          | Mongoliet    | 387  | 9.3  | 10.0 | 8.7  | 8.3  | 9.2  | 9.5  | 8.5  | 10.7 | 9.2  | 9.2  | 479.6 |